# غلاف النجم الجوي

صورة التقطت لقرص الشمس أثناء كسوف الشمس الكلي يوم 11 آب/أغسطس 1999.

غلاف النجم الجوي (أو الغلاف الجوي للنجوم) هو الطبقة الخارجية من النجم والواقعة فوق منطقة الإشعاع Radiation zone وبعد منطقة الحمل الحراري Convection zone.

## الأقسام
يقسم الغلاف الجوي للنجوم إلى مناطق متمايزة عن بعضها وهي:
- الغلاف الضوئي وهي أخفض مناطق الغلاف الجوي وأبردها، وهي الوحيدة التي يمكن رؤيتها.[1] يستطيع الضوء أن يصدر من السطح وأن يمر من خلال الطبقات الأعلى. تصل درجة الحرارة الفعالة للغلاف الضوئي للشمس ما بين 5770 إلى 5780 كلفن.[2][3]
- تقع منطقة الغلاف اللوني فوق الغلاف الضوئي، وتنخفض فيها درجة الحرارة أولاً ثم تزداد حتى تصل إلى 10 مرات من درجة حرارة منطقة الغلاف الضوئي التي قبلها.
- تلي منطقة الغلاف الضوئي منطقة الانتقال الشمسي، والتي يحدث فيها ازدياد مطرد لدرجات الحرارة بعد قطع مسافة حوالي 100 كم.[4]
- المنطقة الأخيرة والخارجية في الغلاف الجوي للنجم هي الهالة، وهي من البلازما، وتصل فيها درجات الحرارة إلى ما يزيد عن مليون كلفن.[5]

## اقرأ أيضاً
- وميض أشعة غاما الأرضي
- نجم
- الشمس